# Station Chênée
Station Chênée is een spoorwegstation langs spoorlijn 37 (Luik - Aken) in de Luikse deelgemeente Chênée. Het is nu een stopplaats.
Vanaf dit station vertrekt de hogesnelheidslijn HSL 3. De  Eurostartreinen volgen tussen Luik-Guillemins en Chênée lijn 37.
Van hier vertrok ook spoorlijn 38 (Chênée - station Plombières).

## Treindienst
| Serie       | Treinsoort          | Route                                                                                                   | Bijzonderheden                  |
| ----------- | ------------------- | --- | ------------------------------- |
| S 41 RE 29  | S-trein Luik (NMBS) | Luik-Sint-Lambertus – Luik-Guillemins – Angleur – Chênée – Verviers-Centraal – Welkenraedt – Aachen Hbf | euregioAIXpress In België als S |
| P 7450/8450 | Piekuurtrein (NMBS) | Welkenraedt – Verviers-Centraal – Luik-Guillemins – Herstal                                             | Rijdt alleen op werkdagen.      |

## Reizigerstellingen
De grafiek en tabel geven het gemiddeld aantal instappende reizigers weer op een week-, zater- en zondag.
| Tabel: aantal instappende reizigers station Chenée | Tabel: aantal instappende reizigers station Chenée | Tabel: aantal instappende reizigers station Chenée | Tabel: aantal instappende reizigers station Chenée |
|                                                    | Weekdag                                            | Zaterdag                                           | Zondag                                             |
| -------------------------------------------------- | -------------------------------------------------- | -------------------------------------------------- | -------------------------------------------------- |
| 1977                                               | 200                                                | 46                                                 | 48                                                 |
| 1978                                               | 199                                                | 63                                                 | 65                                                 |
| 1979                                               | 194                                                | 55                                                 | 56                                                 |
| 1980                                               | 210                                                | 54                                                 | 48                                                 |
| 1981                                               | 210                                                | 58                                                 | 48                                                 |
| 1982                                               | 185                                                | 44                                                 | 30                                                 |
| 1983                                               | 138                                                | 52                                                 | 32                                                 |
| 1984                                               | 187                                                | 33                                                 | 37                                                 |
| 1985                                               | 221                                                | 25                                                 | 32                                                 |
| 1986                                               | 231                                                | 37                                                 | 31                                                 |
| 1987                                               | 234                                                | 39                                                 | 32                                                 |
| 1988                                               | 225                                                | 46                                                 | 35                                                 |
| 1989                                               | 195                                                | 39                                                 | 41                                                 |
| 1990                                               | 189                                                | 32                                                 | 30                                                 |
| 1991                                               | 194                                                | 28                                                 | 33                                                 |
| 1992                                               | 275                                                | 26                                                 | 31                                                 |
| 1993                                               | 235                                                | 45                                                 | 37                                                 |
| 1994                                               | 243                                                | 45                                                 | 36                                                 |
| 1995                                               | 198                                                | 40                                                 | 30                                                 |
| 1996                                               | 230                                                | 51                                                 | 31                                                 |
| 1997                                               | 168                                                | 37                                                 | 35                                                 |
| 1998                                               | 302                                                | 38                                                 | 26                                                 |
| 1999                                               | 202                                                | 30                                                 | 29                                                 |
| 2000                                               | 486                                                | 111                                                | 70                                                 |
| 2001                                               | 154                                                | 32                                                 | 26                                                 |
| 2002                                               | 185                                                | 31                                                 | 24                                                 |
| 2003                                               | 140                                                | 12                                                 | 16                                                 |
| 2004                                               | 164                                                | 23                                                 | 20                                                 |
| 2005                                               | 128                                                | -                                                  | -                                                  |
| 2006                                               | 122                                                | 22                                                 | 14                                                 |
| 2007                                               | 150                                                | 14                                                 | 22                                                 |
| 2008                                               | -                                                  | -                                                  | -                                                  |
| 2009                                               | 114                                                | 17                                                 | 6                                                  |
| 2010                                               | -                                                  | -                                                  | -                                                  |
| 2011                                               | -                                                  | -                                                  | -                                                  |
| 2012                                               | 148                                                | 26                                                 | 11                                                 |
| 2013                                               | 147                                                | 23                                                 | 13                                                 |
| 2014                                               | 129                                                | 26                                                 | 11                                                 |
| 2015                                               | 132                                                | 38                                                 | 18                                                 |
| 2016                                               | 138                                                | 57                                                 | 27                                                 |
| 2017                                               | 125                                                | 25                                                 | 29                                                 |
| 2018                                               | 97                                                 | 35                                                 | 24                                                 |
| 2019                                               | 94                                                 | 21                                                 | 17                                                 |
| 2020                                               | 73                                                 | 27                                                 | 19                                                 |
| 2021                                               | -                                                  | -                                                  | -                                                  |
| 2022                                               | 107                                                | 43                                                 | 31                                                 |
| 2023                                               | 102                                                | 39                                                 | 34                                                 |
| 2024                                               | 138                                                | 57                                                 | 46                                                 |

Angleur · Bressoux · Chênée · Colonster · Jolivet · Jupille · Kinkempois · Luik-Carré · Luik-Cornillon · Luik-Guillemins · Luik-Haut-Pré · Luik-Longdoz · Luik-Sint-Lambertus · Luik-Vennes · Luik-Vivegnis · Sclessin · Streupas · Val-Benoît
0,0: Luik-Guillemins ·
2,6: Angleur ·
4,1: Chênée ·
5,8: Henne-Chèvremont ·
11,0: Chaudfontaine ·
9,5: La Broucke ·
11,0: Trooz ·
13,8: Fraipont ·
15,3: Nessonvaux ·
17,8: Goffontaine ·
18,8: Cornesse ·
20,3: Pepinster ·
23,5: Ensival ·
25,5: Verviers-West ·
Verviers-Central ·
25,4: Verviers-Palais ·
27,1: Verviers-Oost ·
29,5: Nasproué ·
31,7: Dolhain-Gileppe ·
33:0: Dolhain-Vicinal ·
Welkenraedt-Ouest ·
37,7: Welkenraedt ·
39,5: Herbesthal ·
42,4: Astenet ·
45,9: Hergenrath ·
Aachen Hbf
0,0: Chênée ·
1,3: Vaux-sous-Chêvremont ·
3,6: Thier-de-Chênée ·
4,3: Rue-Malvaux ·
5,1: Bois-de-Breux ·
6,3: Les Bruyères ·
9,0: Beyne ·
10,2: Romsée ·
11,3: Fléron ·
13,3: Retinne ·
14,6: Hasard ·
15,4: Micheroux ·
17,2: Mélen ·
19,7: Herve ·
22,2: Battice ·
26,1: Thimister-Clermont ·
30,1: Froidthier ·
32,9: Aubel ·
34,7: Merckhof ·
38,2: Homburg ·
40,1: Hindel-Haut ·
43,4: Plombières